# Edmund Pellegrino
Edmund Pellegrino (Newark, 22 de junio de 1920 - 13 de junio de 2013) fue un médico y profesor universitario estadounidense, especialista en bioética.
El Dr. Pellegrino fue profesor emérito de Medicina y Ética Médica y profesor Adjunto de Filosofía en la Universidad de Georgetown. También fue director del Consejo de Bioética del presidente de los Estados Unidos y miembro del American College of Physicians, de la American Association for the Advancement of Science, del Instituto de Medicina de la National Academy of Sciences, de la Pontificia Academia para la Vida; tenía más de cuarenta doctorados honoris causa, y recibió el Premio Benjamin Rush de la American Medical Association, y el Premio Abraham Flexner de la Association of American Medical Colleges. 
En 2004, Pellegrino fue nombrado para el Comité Internacional de Bioética de las Naciones Unidas para la Educación, la Ciencia y la Cultura (UNESCO), que es el único órgano consultivo en el seno del sistema de las Naciones Unidas que participa en la reflexión sobre las implicaciones éticas de los avances en las ciencias de la vida. 
A lo largo de su carrera, el Dr. Pellegrino siguió viendo pacientes en su consulta clínica, enseñando a los estudiantes de medicina, internos y residentes, y haciendo investigación. Desde su jubilación en 2000, el Dr. Pellegrino se mantuvo en Georgetown, continuó escribiendo, enseñando medicina y bioética, y participando en los servicios clínicos regulares. 

## Formación académica
Estudió High school en el colegio jesuita Xavier High School en Chelsea (Manhattan) con la promoción de 1937. Su formación universitaria se llevó a cabo en la Universidad St. John's, donde se graduó con un Bachelor of Science summa cum laude (promoción de 1941), para realizar sus estudios de posgrado en la Universidad de Nueva York, donde obtuvo el M.D. (Medicinæ Doctor).

## Cargos
Ha sido:
- Director del Centro de Bioética Clínica en la Universidad de Georgetown
- Jefe del Kennedy Institute of Ethics (1983-1989)
- Director del Centro de Estudios Avanzados de Ética en Georgetown (1991-1996)
- Presidente de la Universidad Católica de América (1978–1982)
- Presidente del Centro Médico de la Universidad Yale, New Haven
- Canciller y Vicepresidente de Asuntos de Salud en la Universidad de Tennessee
- Presidente fundador del Departamento de Medicina de la Universidad de Kentucky
- Fundador y Director del Centro de Ciencias de la Salud de la Universidad de Stony Brook, donde supervisó seis escuelas de ciencias de la salud y el hospital, y fue Decano de Asuntos de Salud de la Facultad de Medicina.

## Publicaciones
Es autor o coautor de 24 libros y tiene más de 550 artículos publicados. Es editor fundador del Journal of Medicine and Philosophy

### Obras
- Edmund D. Pellegrino, David C. Thomasma (1988). For the patient's good. Oxford University Press US. ISBN 019504319-7.
- Edmund D. Pellegrino (1993). The virtues in medical practice. Oxford University Press US. ISBN 9780195082890.
- Arlene B. Miller, Edmund D. Pellegrino (1996). Dignity and dying: a Christian appraisal. Wm. B. Eerdmans Publishing. ISBN 9780802842329.
- Lawrence Prograis, Edmund D. Pellegrino (2007). African American bioethics: culture, race, and identity. Georgetown University Press. ISBN 9781589011649.
- Edmund D. Pellegrino, A. I. Faden (1999). Jewish and Catholic bioethics: an ecumenical dialogue. Georgetown University Press. ISBN 9780878407460.
- Edmund D. Pellegrino, Robert M. Veatch, John Langan (1991). Ethics, trust, and the professions: philosophical and cultural aspects. Georgetown University Press. ISBN 9780878405138.
- Harley Flack, Edmund D. Pellegrino (1992). African-American perspectives on biomedical ethics. Georgetown University Press. ISBN 9780878405329.
- Edmund D. Pellegrino, David C. Thomasma (1997). Helping and healing: religious commitment in health care. Georgetown University Press. ISBN 9780878406432.
- Edmund D. Pellegrino, David C. Thomasma, David G. Miller (1996). The Christian virtues in medical practice. Georgetown University Press. ISBN 9780878405664.

### Ediciones en español
- Pellegrino, Edmund D.;  Thomasma, David C. (2008). Las virtudes cristianas en la práctica médica. Universidad Pontificia de Comillas. ISBN 978-84-8468-231-8.